# There Must Be Another Way
There Must Be Another Way är en sång av de israleiska sångarna Noa och Mira Awad. Låten representerade Israel i Eurovision Song Contest 2009. Låten innehåller text både på engelska, hebreiska och arabiska.
Den har två titlar, en engelsk och en hebreisk, Einaiych (Hebreiska: עינייך; Engelska: "Your eyes").